# Đường Anđêzit
Đường Anđêzit (chữ Anh: Andesite line), hoặc gọi đường Mác-san (Marshall line), là chỉ một đường phân giới địa lí tướng đá ở vào rìa lụa địa hoạt động và bị các dãy đá khác nhau ngăn cách.

## Giới thiệu giản lược
Đường Anđêzit, hoặc gọi đường Mác-san, là đường phân bố của đá anđêzit do nhà địa chất học quốc tịch New Zealand Patrick Marshall nêu ra vào năm 1912, coi là đường phân giới giữa đá kiềm và đá calc-kiềm ở Thái Bình Dương. Lấy đường này làm ranh giới, một bên đất liền chủ yếu phân bố đá calc - kiềm có hàm lượng silic nhiều (> 50%), thí dụ như anđêzit, đaxit và riolit. Một bên đại dương chủ yếu phân bố đá kiềm có hàm lượng silic khá ít (< 50%), thí dụ như bazan olivin, trác-hít và bazan tholeiitic. Thông thường cũng đem đường này coi là đường phân giới giữa đất liền và đại dương, nhưng mà hoàn toàn không tuân thủ quy định, bởi vì bên đất liền của đường này vẫn có phân bố vỏ đại dương, thí dụ biển Philippines. Đường Anđêzit về đại thể từ phía bắc đảo Macquarie ở miền nam New Zealand đi qua các quần đảo như Kermadec, Tonga, Samoa, Fiji, Nouvelle-Calédonie, Solomon, Bismarck, Mariana, Ogasawara, Kuril, Aleut và Galápagos, một mạch kéo dài đến mũi phía nam của bờ biển châu Nam Mĩ.

## Đặc trưng
Ở một bên của đường này xuất hiện dãy bazan tholeiitic lấy bộ ophiolit làm đại biểu, một bên sát gần đất liền có phân bố dãy đá mácma calc - kiềm lấy đá núi lửa anđêzit, điorit thạch anh và điorit granit làm chủ. Sự hình thành của đường Anđêzit là kết quả của tác dụng hút chìm mảng kiến tạo. Ở khu vực vành đai Thái Bình Dương, đường Anđêzit về đại thể là một đường từ bang Alaska đi qua vòng cung đảo Nhật Bản, rãnh Mariana, quần đảo Palau, quần đảo Bismarck, quần đảo Fiji và quần đảo Tonga cho đến đảo Bắc của New Zealand và đảo Chatham.

## Nguyên nhân hình thành và phân bố
Đường Anđêzit là chỉ đường phân giới địa lí tướng đá ở giữa dãy đá bazan tholeiitic lấy bộ ophiolit làm đại biểu và dãy đá mácma calc - kiềm lấy đá núi lửa anđêzit, điorit thạch anh và điorit granit làm chủ, trên thực tế nó có thể coi là đường phân giới có hay không có anđêzit xuất hiện ở rìa lụa địa hoạt động, ở đường này một bên sát gần đại dương không thấy anđêzit, một bên sát gần đất liền hay thấy anđêzit. Lúc mảng kiến tạo đại dương phát sinh hút chìm ở chỗ rãnh đại dương, dãy đá bazan tholeiitic và một bộ phận vật trầm tích ở biển sâu mà tạo thành vỏ đại dương, phát sinh nung chảy cục bộ ở độ sâu 150 - 250 kilômét, đã hình thành dãy đá mácma calc - kiềm anđêzit, đồng thời men theo vết nứt phun ra hình thành cung đảo núi lửa. Do đó đường Anđêzit biểu hiện rõ ràng nhất ở rìa lụa địa hoạt động. Ở khu vực vành đai Thái Bình Dương, chủ yếu phân bố một đường phía đông ở bang Alaska cho đến đảo Bắc của New Zealand và đảo Chatham, trung gian đi qua vòng cung đảo Nhật Bản, rãnh Mariana, quần đảo Palau, quần đảo Bismarck, quần đảo Fiji và quần đảo Tonga.